# Aït Arif
Pour les articles homonymes, voir Arif.
 (février 2012).
Si vous disposez d'ouvrages ou d'articles de référence ou si vous connaissez des sites web de qualité traitant du thème abordé ici, merci de compléter l'article en donnant les références utiles à sa vérifiabilité et en les liant à la section « Notes et références ».
Aït Arif (Béni Arif, en arabe : آيت عريف، بني عريف, en tamazight : Ayt Ɛrif, en tifinagh : ⴰⵢⵜ ⵄⵔⵉⴼ), est le nom d'une localité de montagne de la commune d'Ouled Slama, daïra de Bougara, wilaya de Blida dans l'Atlas blidéen, Algérie. Durant la colonisation, la localité était rattachée au douar Sidi Hammouda. Aït Arif est aussi le nom de la fraction amazighe (berbère) locale : celle-ci est rattachée aux Aït Attia, une des huit tribus qui compose la confédération des Aït Moussa (Béni Moussa) dits 'montagnards' ou de 'l'Atlas blidéen'.

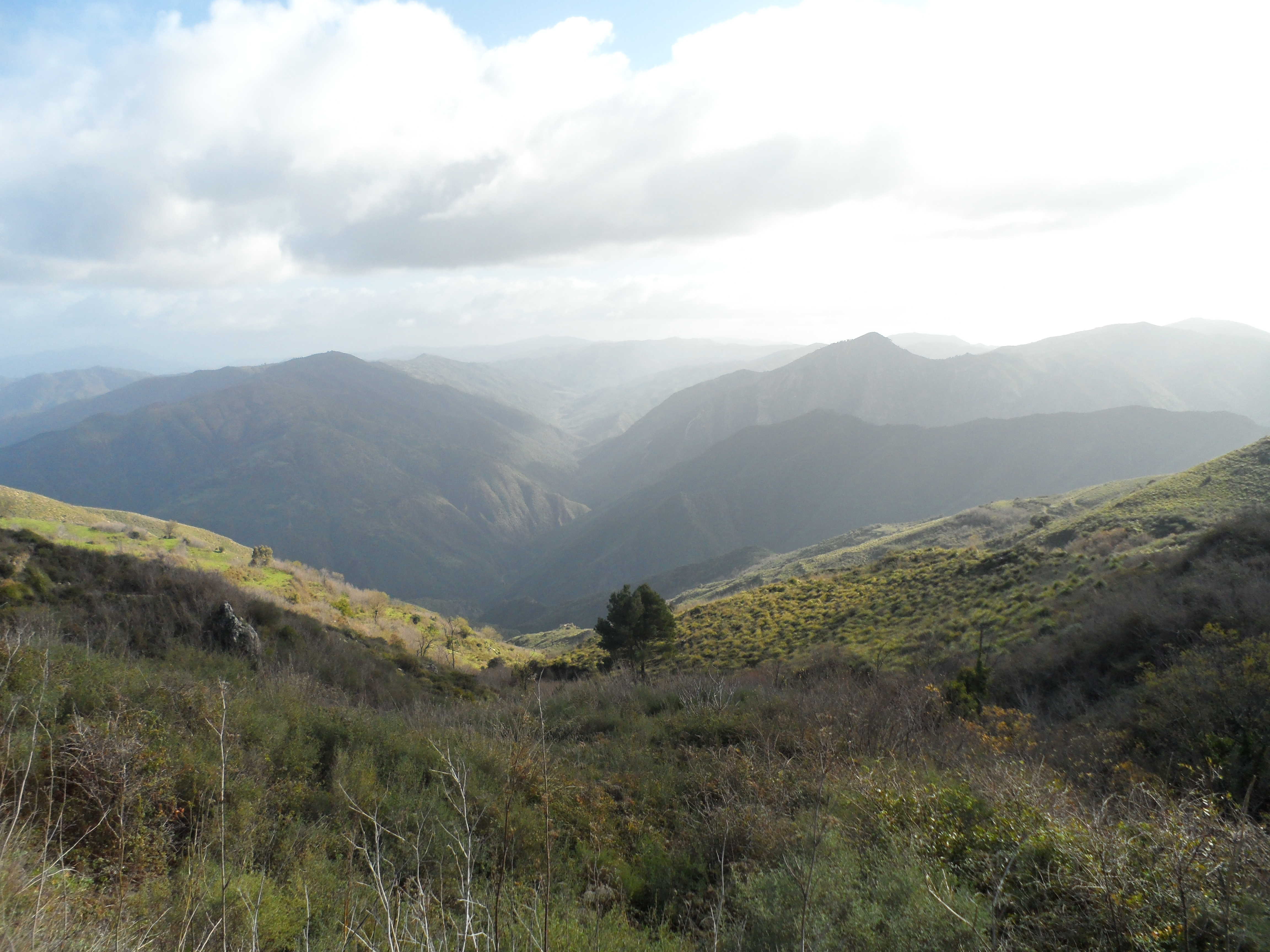
Hauteurs du territoire des Aït Arif, c. d'Ouled Slama, d. de Bougara, w. de Blida, Algérie, 08.01.2012
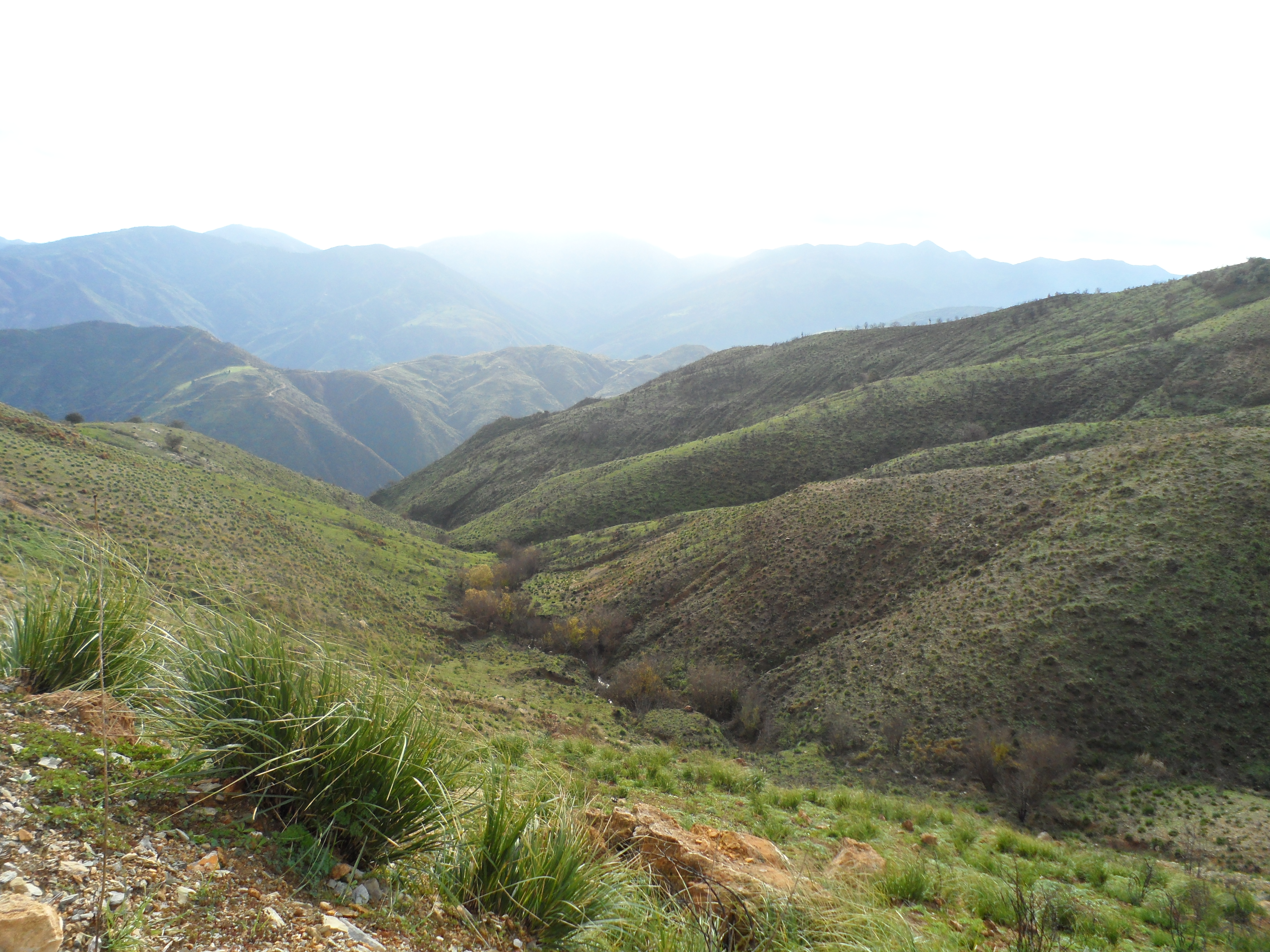
Hauteurs du territoire des Aït Arif, c. d'Ouled Slama, d. de Bougara, w. de Blida, Algérie, 08.01.2012
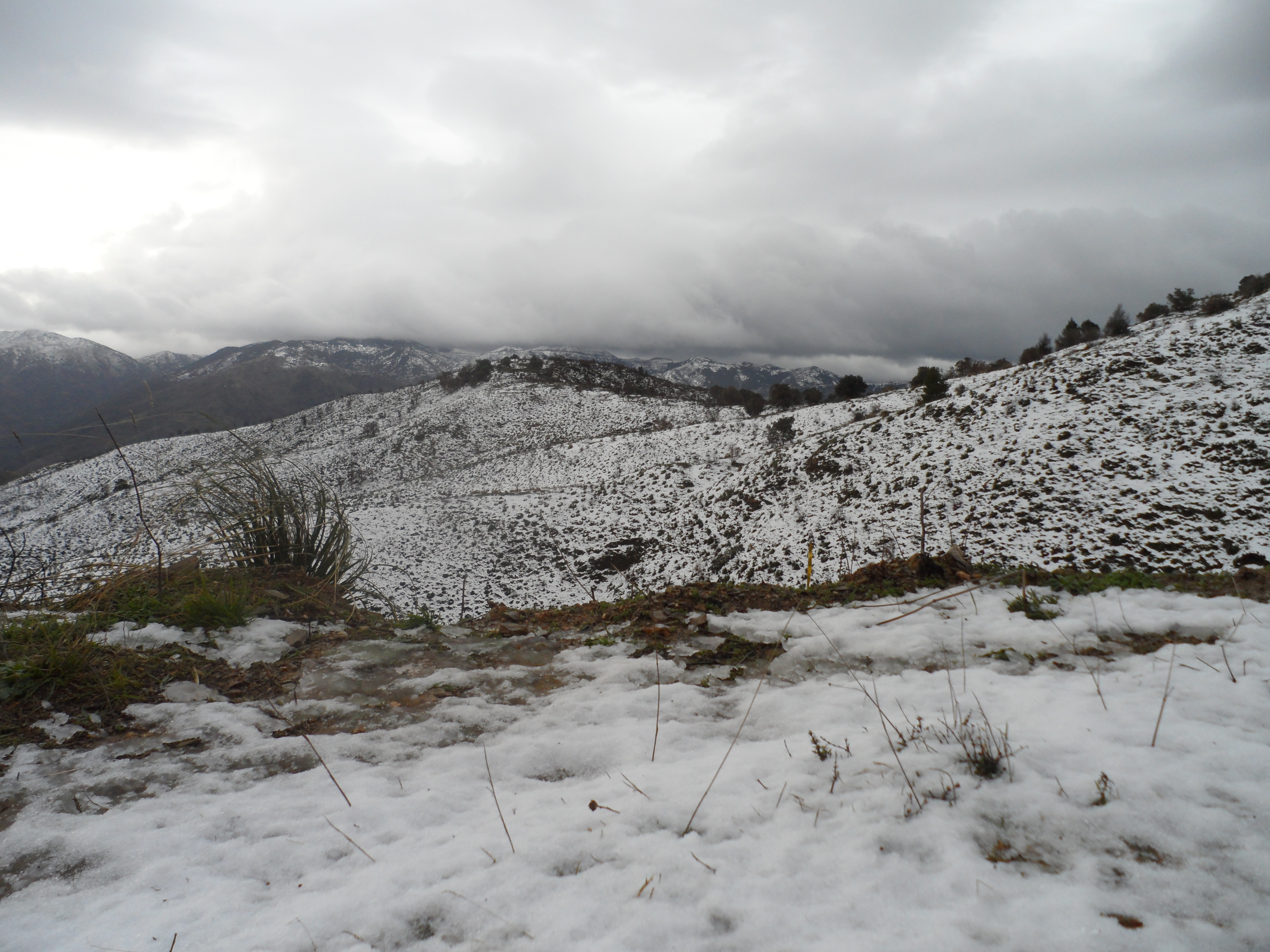
Hauteurs du territoire des Aït Arif, c. d'Ouled Slama, d. de Bougara, w. de Blida, Algérie, 08.01.2012

## Géographie

### Localisation
Le territoire des Aït Arif s'étend sur les contreforts septentrionaux et méridionaux de la Koudiet N'Aït Arif sur lesquels est assis le village de la tribu. Le territoire jouxte dans sa partie orientale le douar Bou Zaabel. D'autres tribus amazighes comme les Aït Attia, Aït Guechnit, Aït Azzoun, Aït Mhammed entourent le territoire des Aït Arif à l'Ouest et au Sud-Ouest. Ces tribus font, également, partie de la confédération tribale des Aït Moussa de l'Atlas blidéen.

### Relief
Le territoire des Aït Arif est montagneux et raviné en certains endroits. La Koudiet N'Aït Arif qui culmine à 1079 m d'altitude est le sommet le plus élevé du territoire de la tribu.

### Transports
Trois pistes permettent l'accès au territoire des Aït Arif :
- La route à partir d'Ouled Slama Fouaga ou de Larbaa, au niveau de Oued Djemaa en passant par le lieu-dit Sidi Ali, territoire des Aït Serghine, puis par la localité de l'arboretum d'El Merdja ;
- La route à partir de Bougara en prenant une déviation par le territoire des Aït Guechnit ;
- La route à partir de Larbaa en passant par la fraction des Aït Aïssi et les hauteurs de Bou Zaabel mais cette dernière route est, désormais, impraticable.

## Toponymie
Les différents toponymes (noms de lieux) du territoire des Aït Arif, sont en grande partie en tamazight ; ils renseignent, comme tous les autres toponymes amazighs environnant, sur le tamazight parlé par les Aït Arif, c'est-à-dire le tamazight de l'Atlas blidéen.

### Quelques toponymes amazighs des Aït Arif

Les îlot berbérophones en Algérie occidentale dont celle du tamazight de l’Atlas blidéen au niveau de l’angle supérieur droit (couleur rouge).

- Agni Oussouene (Le Plateau de montagne élevé, d'en haut)
- Amachdouf
- Azemmour (L'Olivier)
- Azrou (Le Rocher)
- Djamaa Tamghart (La Mosquée de la Vieille dame, de la Sage)
- Igri N'Tizi (Le Champ du Col de montagne)
- Ighir Ghouzrane (la Colline située entre les Torrents)
- Ighzer Yislane (Le Torrent des Roches lisses)
- Ighzer Yiguendouzene (Le Torrent des Veaux)
- Taazlet (La Localité isolée)
- Tafetchna (Le Bassin d'irrigation)
- Tagouryene
- Tazeddikht (L'Habitation)
- Tala N'Semlal (La Source du Saule)
- Tala Khoukh (La Source de la Pêcheraie ; c'est la source d'eau commune aux Aït Arif)
- Tala Ourthen (La Source de la Figueraie, des Figuiers)
- Talmout (La Prairie humide, verdoyante)
- Tighersi Belaïd (La Parcelle défrichée de Belaïd)
- Tighersi Weqbou (La Parcelle défrichée convexe)
- Timdhounine (Les Mares)
- Timizer (Les Champs de culture)
- Yemma Yezra (Ma Mère du Rocher), ...

## Histoire
Les Aït Arif sont une fraction (firqa) amazighe englobée dans la tribu des Aït Attia installée sur le territoire des Aït Moussa (ancien 'Douar Sidi Hammouda'). Les Aït Moussa font partie des confédérations de l'Atlas blidéen. Cela dit, les Aït Arif se considèrent plutôt comme une tribu à part (aarch).
Selon la tradition orale, les lieux d'inhumation propre à la tribu des Aït Arif, présentent des tombes séculaires appartenant aux ancêtres de la tribu.
La majorité des Aït Arif quittèrent leur village durant la Guerre d'Algérie. Certains regagnèrent leur terre ancestrale après l'indépendance notamment pour l'agriculture et ce, jusque dans les années 90. La Guerre civile algérienne a eu pour conséquence l'abandon quasi totale de l'agriculture de montagne de l'Atlas blidéen mais depuis quelques années il y a un retour progressif des Aït Arif pour la pratique de l'agriculture, de l'apiculture et l'élevage bovin.

## Population

### Origine de la tribu
L'arbre généalogique des Aït Arif (famille principale : El Arifi) indique que l'ancêtre commun le plus lointain des Aït Arif se nomme Belaïd, né vers les dernières années du XVIIIe siècle. Ce dernier eu un fils : Mohammed qui est né au début du XIXe siècle. À partir de Mohammed, la descendance se ramifie et s'intensifie surtout au niveau d’Abdelkader El Arifi né en 1860 et Ahmed El Arifi qui sera le dernier chef de la fraction des Aït Arif (cheïkh el firqa).

### Composition de la tribu
La tribu des Aït Arif comprend plusieurs familles à l'instar des El Arifi (العريفي) dont le patronyme dérive du nom de la tribu et de l'oronyme Koudiet N'Aït Arif, ...

### Religion
Les Aït Arif sont musulmans. Le dernier imam qui officia dans le village fut 'Si Omar'. Il y avait, sur leur territoire, trois petites mosquées
- Djamaa Sidi Abdelkader, mosquée sur les hauteurs du village d'Aït Arif, c'est la mosquée principale commune à toute la tribu.
- Sidi El Mekhfi.
- Sidi M'barek.

## Économie
Les Aït Arif étaient exclusivement cultivateurs et éleveurs de bétails jusqu'à la colonisation. Ils possédaient de vastes champs d'arbres fruitiers (figuiers, grenadiers, cerisiers, oliviers, pruniers, ...), des vaches, des chèvres, ...